# Instituto de Investigación para el Desarrollo
El Instituto francés de Investigación para el Desarrollo (en francés: Institut de recherche pour le développement, IRD) es un instituto francés de investigación científica que realiza programas de interés social, económico, cultural y ambiental. Por ser un organismo gubernamental, está bajo la supervisión del Ministerio de Enseñanza Superior e Investigación y el Ministerio de Asuntos Exteriores.
El IRD se compone de cinco secciones que tienen que ver con la tierra y el medio ambiente, los recursos naturales, la sociedad y la salud, la pericia y el asesoramiento, el apoyo y la capacitación de las comunidades científicas de los países del sur. Más de 800 investigadores y 1000 técnicos participan en programas de investigación orientados al desarrollo sostenible. El IRD tiene cinco sucursales en Francia y otras cinco en los territorios franceses de ultramar. La organización también está presente a lo largo de las orillas del Mediterráneo, en Asia, islas del Océano Índico, América del Sur y el Caribe, e islas del Océano Pacífico. El IRD se encuentra en más de cuarenta países del mundo.
En lo que se refiere a desarrollo, el IRD se centra en los desastres naturales y el clima, los ecosistemas, el acceso a agua potable, los alimentos, la salud y la globalización. Varios resultados de su investigación científica se han publicado en revistas internacionales.